# Selkäsaari (ö i Norra Savolax, Kuopio, lat 62,99, long 27,49)
Selkäsaari är en ö i Finland. Den ligger i sjön Kallavesi (norra delen) och i kommunen Siilinjärvi i den ekonomiska regionen  Kuopio ekonomiska region  och landskapet Norra Savolax, i den centrala delen av landet, 300 km norr om huvudstaden Helsingfors. Öns area är 0,5 hektar och dess största längd är 150 meter i sydöst-nordvästlig riktning.